# Folkparksteatern, Linköping

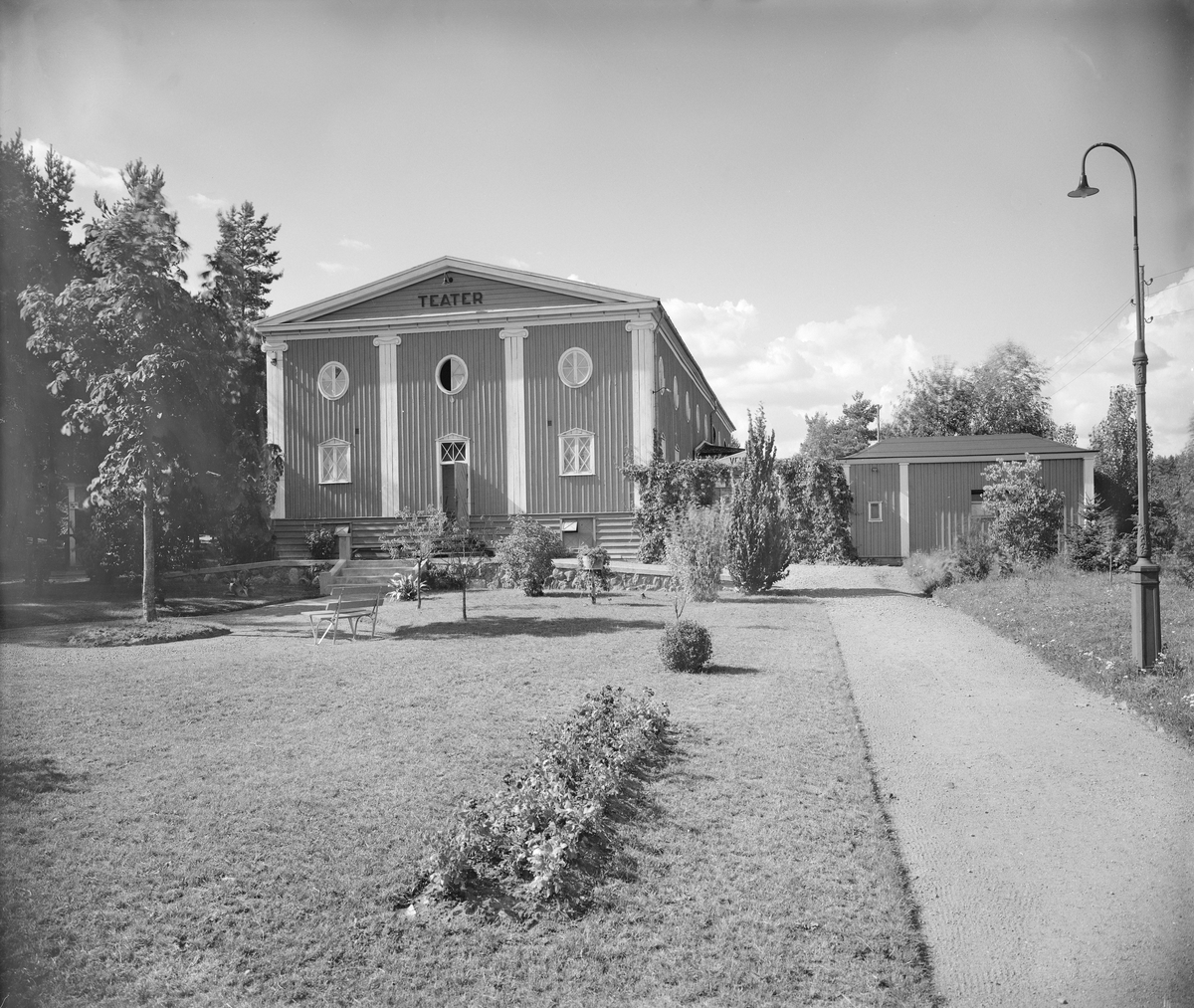
Teatern på sin ursprungliga plats, 1934.

Folkparksteatern är en teaterbyggnad i friluftsmuseet Gamla Linköping, uppförd år 1921 men flyttad till ny plats år 2015.   
Folkparksteatern i gul träbyggnad uppfördes i Linköpings Folkets park 1921, ritad tillsammans med merparten av folkparken av Axel Brunskog. Teatern invigdes med bland annat folklustspelet Värmlänningarna. 1927 byggdes tak över teatersalongen och på 1940-talet byggdes teatern om och ut för att rymma 1000 sittplatser och 1000 ståplatser. 1979 byggdes den då öppna teaterladan in helt. I samband med flytten 2014-2015 från tidigare Folkets park-området tvärs över gatan återställdes teatern till stor del till sin ursprungliga 1920-talsform enligt ett gestaltningsprogram framtaget av arkitekt Börje Mathiasson. Förutom teatern flyttades även ett par mindre byggnader och en replik av den gamla tombolan byggdes. Området innehåller även en utställning om Linköpings Folkets park och invigdes 9 maj 2015. Teatern är en inomhusteater med publikkapacitet på ca 500 personer och presenterar såväl teater som konserter etc. 
På teaterns nya lokaliseringsplats fanns fram till 2013 den Sjöbergska friluftsteatern.